# Lázaro Brandão
Lázaro de Mello Brandão OMM (Itápolis, 15 de junho de 1926 - São Paulo, 16 de outubro de 2019) foi um economista, administrador de empresas e banqueiro brasileiro. Atuou nos mais altos cargos do Bradesco. Considerado um dos maiores banqueiros da América Latina, ele dedicou mais de 75 anos ao banco que viu nascer, 36 deles no alto comando.

## História
Filho do administrador de fazenda José Porfírio Bueno Brandão e de Anna Helena Mello, nasceu em Itápolis e iniciou sua carreira em setembro de 1942, quando foi contratado como escriturário, em Marília, da Casa Bancária Almeida & Cia., instituição bancária que veio a se tornar o Banco Brasileiro de Descontos S.A., em 10 de março de 1943, atual Banco Bradesco S.A., razão social alterada em 1988. Passou por todas as posições dentro da carreira bancária. Em janeiro de 1963 foi eleito diretor e, em setembro de 1977, vice-presidente. Em janeiro de 1981 assumiu a posição de presidente do Bradesco, sucedendo ao então presidente Amador Aguiar. Este continuou como presidente do Conselho de Administração.
Assim como Amador Aguiar, não concluiu os estudos fundamentais, porém, honoris causa, lhe são atribuídos os títulos de administrador e economista no site de relações com investidores do Bradesco.
Desde fevereiro de 1990 exerceu a função de presidente do Conselho de Administração, em face da saúde debilitada de Amador Aguiar, que morreu em 1991. O presidente do Conselho representa a Fundação Bradesco, na prática, controladora do Bradesco. Em 1991, Brandão foi admitido pelo presidente Fernando Collor à Ordem do Mérito Militar no grau de Oficial especial.
Em 1999 decidiu ceder sua posição como presidente do banco, mas não do conselho, tendo como substituto Márcio Artur Laurelli Cypriano, diretor da rede de agências do Bradesco e que fora presidente do Banco de Crédito Nacional até 1997, ano da aquisição do banco pelo Bradesco. Dez anos depois, em 2009, passou a presidência para Luiz Carlos Trabuco Cappi, dando assento a Márcio Cypriano no Conselho de Administração. Este, curiosamente, pouco mais de um ano depois, renunciou ao cargo, sem muito alarde, denotando que a perda da liderança do mercado para o Itaú não foi algo tão bem digerido por Lázaro Brandão.
Em 11 de outubro de 2017 cedeu sua posição no conselho para Luiz Trabuco, porém, mantém o cargo de presidente da Fundação Bradesco e da Cidade de Deus Participações, controladoras do Bradesco, continuando no poder.

## Morte
Brandão morreu em 16 de outubro de 2019, aos 93 anos, em São Paulo, onde estava internado recuperando-se de uma cirurgia.

## Cargos ocupados
- Presidente da Associação de Bancos dos Estados de São Paulo, Paraná, Mato Grosso, Mato Grosso do Sul, Acre, Amazonas, Pará, Amapá, Rondônia e Roraima
- Vice Presidente da Federação Nacional dos Bancos (FENABAN)
- Membro do conselho de diretores da Federação Brasileira de Bancos (FEBRABAN)
- Presidente do conselho de diretores do Fundo Garantidor de Créditos (FGC)
- Presidente do conselho de diretores da Companhia Brasileira de Securitização (CIBRASEC)
- Membro do comitê de consultores da VBC Participações S.A.
- Membro da diretoria do BES, localizado em Lisboa, Portugal.
- Presidente do conselho de administração do Bradesco até 11 de outubro de 2017.
- Presidente da Fundação Bradesco
- Presidente do conselho de diretores do Instituto de doenças do sistema digestório e nutrição (FIMADEN)
- Presidente do conselho de administração da Bradespar S.A.